# Middelnederlandse devote literatuur

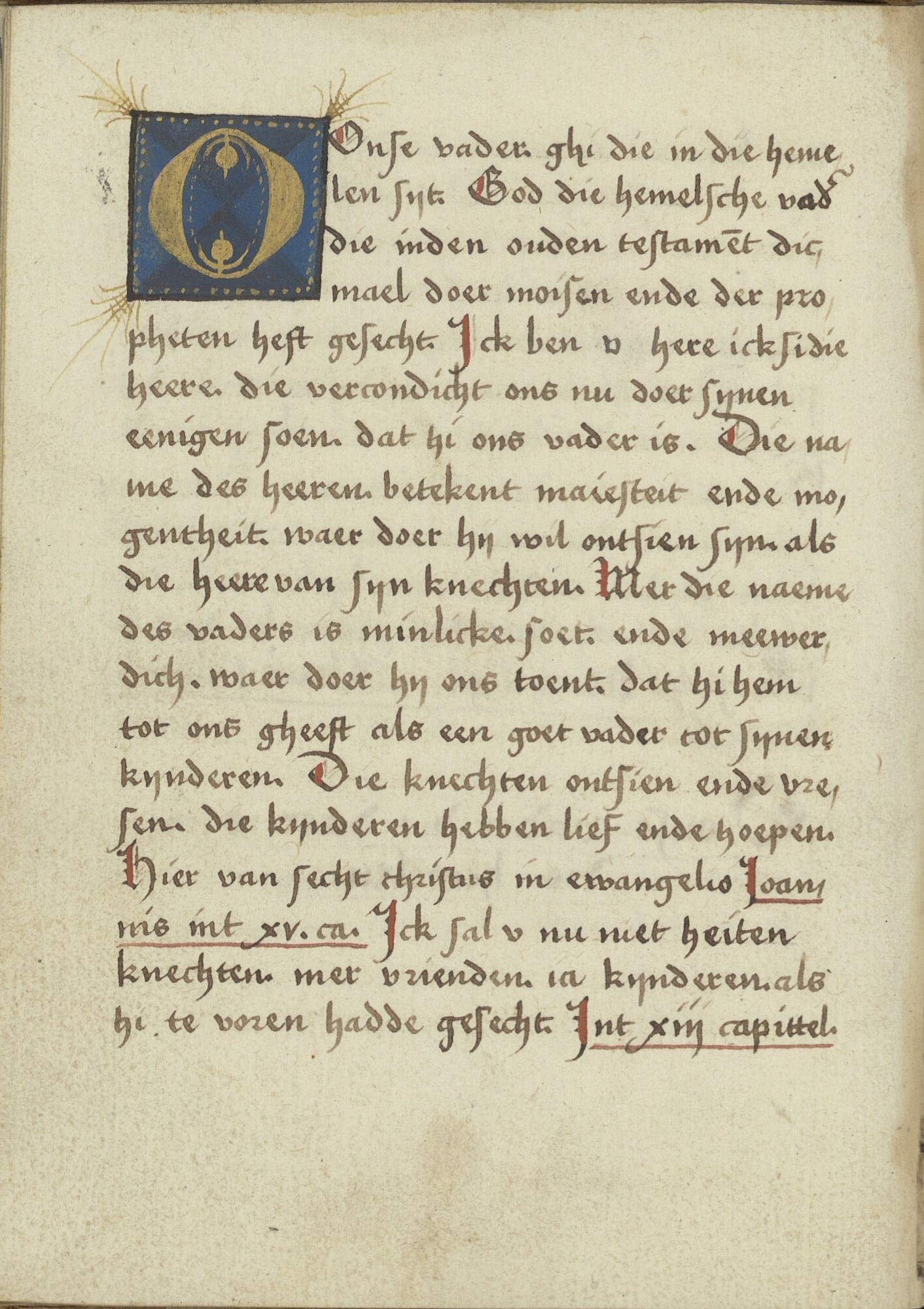
Fragment van het Onze Vader in het Middelnederlands, uit een manuscript met devote traktaten. Gemaakt in de Zuidelijke Nederlanden, in de eerste helft van de 16de eeuw.

Middelnederlandse devote literatuur zijn religieuze en devote teksten uit de Middelnederlandse literaire geschiedenis.
Al van vroeg af aan wilden mensen uit verschillende lagen van de maatschappij zich religieus engageren door middel van het aankopen of gewoonweg lezen van religieuze teksten. Geestelijken konden lezen en schrijven, maar ze hadden nóg een voorsprong op de leek: zij kenden Latijn. In die taal bestaat er volop literatuur, maar die ging uiteindelijk plek maken voor grote oplagen in de volkstaal. Net omdat leken geen Latijn kenden, bestond de behoefte aan teksten in het eigen Middelnederlands. Deze behoefte werd alleen maar groter toen er, ruwweg rond het jaar 1200, grote nadruk kwam te liggen op een persoonlijker, sterk mensgerichte (geloofs)beleving.
Omdat er zoveel religieuze literatuur vervaardigd werd, zijn er nu nog steeds veel exemplaren van bewaard gebleven. Deze kunnen opgedeeld worden in verschillende categorieën. Zo zijn er ten eerste manuscripten die zich focussen op de verering van Marie. Daarnaast zijn een enorm aantal Middelnederlandse getijden- en gebedenboeken overgeleverd uit de middeleeuwen. Tot slot bleven ook veel handschriften bewaard, bevattende Middelnederlandse devote traktaten.

## Mariaverering in het Middelnederlands

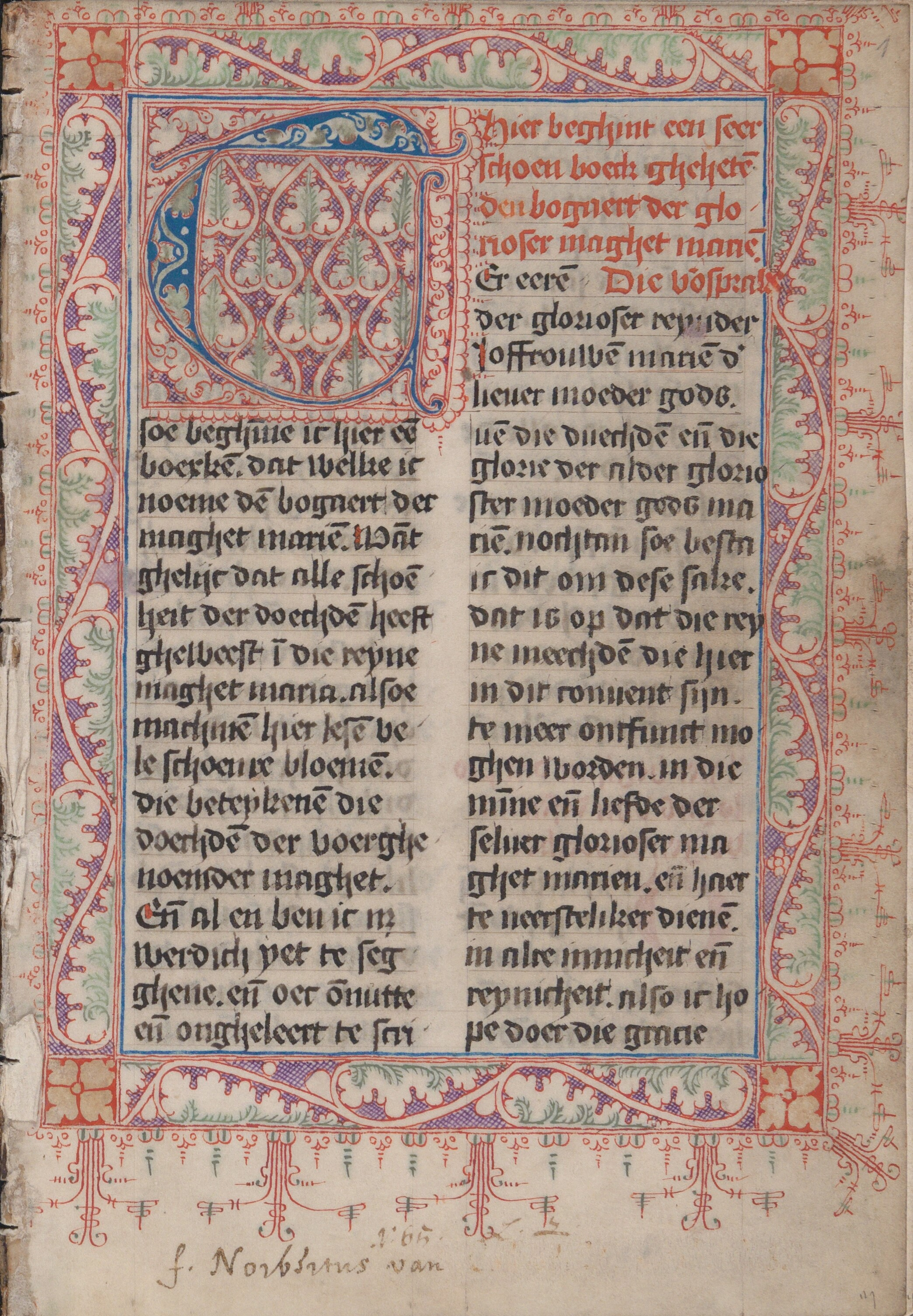
Fragment uit het Middelnederlandse handschrift "Den Bogaert der Glorioser Maghet Marien". Vervaardigd in Vlaanderen, 1510.

Talrijk zijn de verhalen rond de moeder Gods. Wellicht werden ook deze verhalen (sommige inmiddels in proza) geschreven als tegenwicht tegen de wereldlijke literatuur. Vaak is Maria degene die God met de mensen verbindt. God was voor veel mensen namelijk te weinig tastbaar en te moeilijk aanspreekbaar, doordat hij als opperste rechter boven de mensen stond, terwijl Maria als vrouw en moeder voor iedereen bereikbaar was. Marialegendes stammen vooral uit de 12e en 13e eeuw.
Gewoonlijk betreft het verhalen waarin Maria op wonderbaarlijke wijze ingrijpt in het leven en door mirakelen haar getrouwen beloont of uit gevaren redt . De Marialegenden ontstaan in de 12e eeuw en zijn bijzonder populair bij dominicanen en franciscanen. Onder hun invloed verandert het 12e-eeuwse beeld van Maria van de verheven Moeder Gods, afgebeeld als de koningin van de hemel, in de 13e eeuw in een glimlachende troostende moeder die optreedt als bemiddelaarster tussen God en de (zondige) mens.
De bloeitijd van de Marialegende is de 13e eeuw. Belangrijke bronnen voor Marialegenden in de volkstaal zijn de Legenda Aurea van Jacobus de Voragine en de Dialogus miraculorum van Caesarius van Heisterbach. In de Spiegel historiael, heeft Jacob van Maerlant een aantal Marialegenden vertaald uit de Speculum historiale van Vincentius van Beauvais. Uit de 14e eeuw dateren de Beatrijs en Theophylus.
Een interessant voorbeeld van een Marialegendes in het Middelnederlands zijn de verhalen uit het handschrift van Den Bogaert der Glorioser Maghet Marien. Het manuscript is vervaardigd in 1510 in Vlaanderen. In ook dit verhaal staat Maria centraal, maar dan via een allegorisering van haar voorkomen. Daar komt ongeveer de hele flora bij te pas en na een beknopte vergelijking van Maria met het madeliefje, met de ‘suete violette’ en met de goudbloem, komt een vergelijking van de moeder Gods met de roos aan de beurt, waarbij om beurt haar vlechten en haar voorhoofd, haar ogen en haar wangen tot ook haar voeten en haar benen worden geallegoriseerd.

## Middelnederlands getijden- en gebedenboek

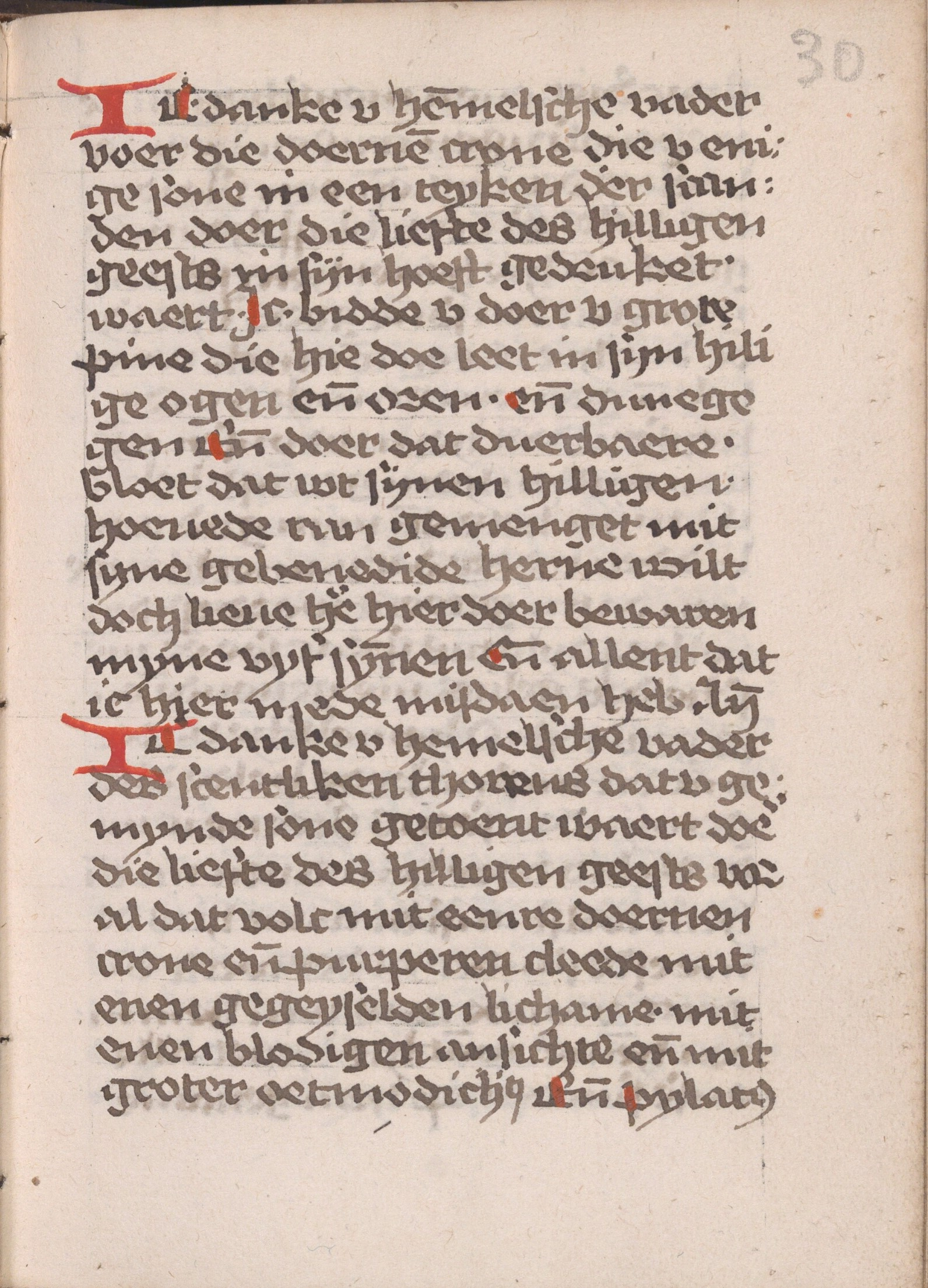
Fragment uit een Middelnederlands gebedenboek. Gemaakt in de Noordelijke Nederlanden, 1ste helft van de 16de eeuw. Voorbeeld van een eenvoudig, vaker voorkomend gebedenboek.

Een getijdenboek is een handschrift dat leken in de middeleeuwen gebruikten voor hun privédevotie, tijdens het getijdengebed. Getijdenboeken waren geënt op het in kloosters door monniken gebruikte brevier, waar het diende voor het koor-gebed. Deze gebeden werden op vaste tijden van de dag uitgesproken en werden daarom getijden (horae, uren) genoemd. Het getijdenboek, of “horarium” in het Kerklatijn, werd behalve door leken, ook door monialen, begijnen en begarden gebruikt. In de Nederlanden betrof het dikwijls een getijdenboek in de volkstaal, omdat veel religieuzen het Latijn niet machtig waren. 

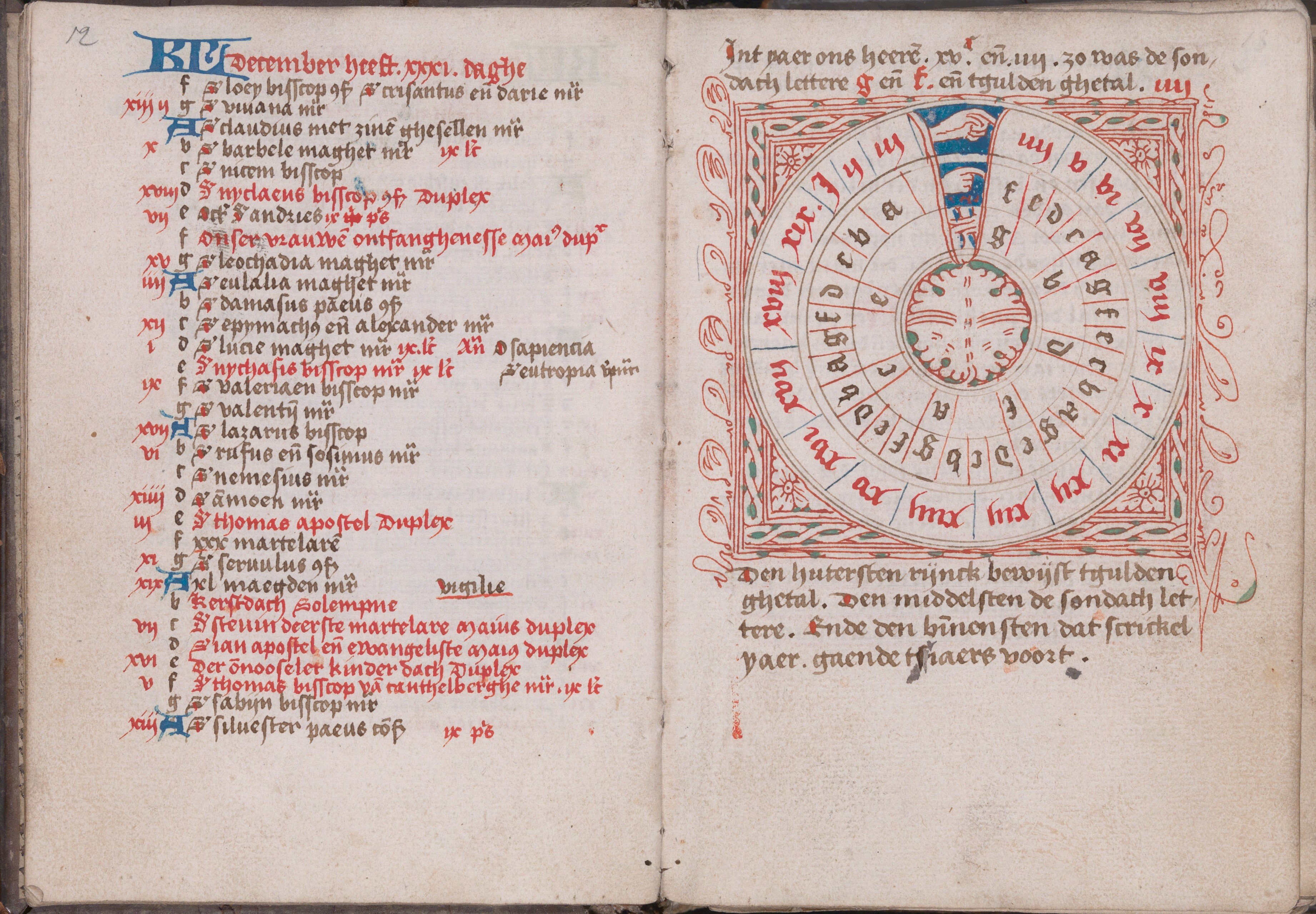
Fragment uit een Middelnederlands getijden- en gebedenboek, met teksten van Arnulf van Leuven en Henricus Suso. Vervaardigd in de Zuidelijke Nederlanden, 1504.

Tot 1400 werden getijdenboeken vervaardigd in opdracht van vorstenhuizen, de rijke adel en de hoge geestelijkheid. Door de ontwikkeling van de steden en de stijging van de welvaart kon vanaf 1400 ook de rijke burgerij zich een getijdenboek veroorloven, het werd een statussymbool. Door de toegenomen vraag ontstonden de librariërs, een soort uitgeverijen avant la lettre, die de boekproductie reorganiseerden en niet meer alleen in opdracht, maar ook voor de markt werkten. Dit maakte van het getijdenboek ‘de bestseller van de middeleeuwen’.
In de Universiteitsbibliotheek Gent zijn enkele bezienswaardige gebeden- en getijdenboeken aanwezig. Twee voorbeelden:
- Een opmerkelijk Middelnederlands getijdenboek is het manuscript met teksten van Arnulf van Leuven en Henricus Suso. Het manuscript is vervaardigd in de Zuidelijke Nederlanden, 1504. Het bevat een grote kalender met zorgvuldig genoteerde data waarop men de feestdagen van de verschillende heiligen viert.
- Een ander Middelnederlands gebedenboek uit Gent is er een gemaakt in de eerste helft van de zestiende eeuw. Het is een interessant voorbeeld omdat het aantoont dat de meeste getijdenboeken wel iets van versiering inhielden, maar niet zo uitdrukkelijk zoals steeds wordt vertoond op manuscripten waarbij er op elk folio een miniatuur staat.

## Devote traktaten in het Middelnederlands

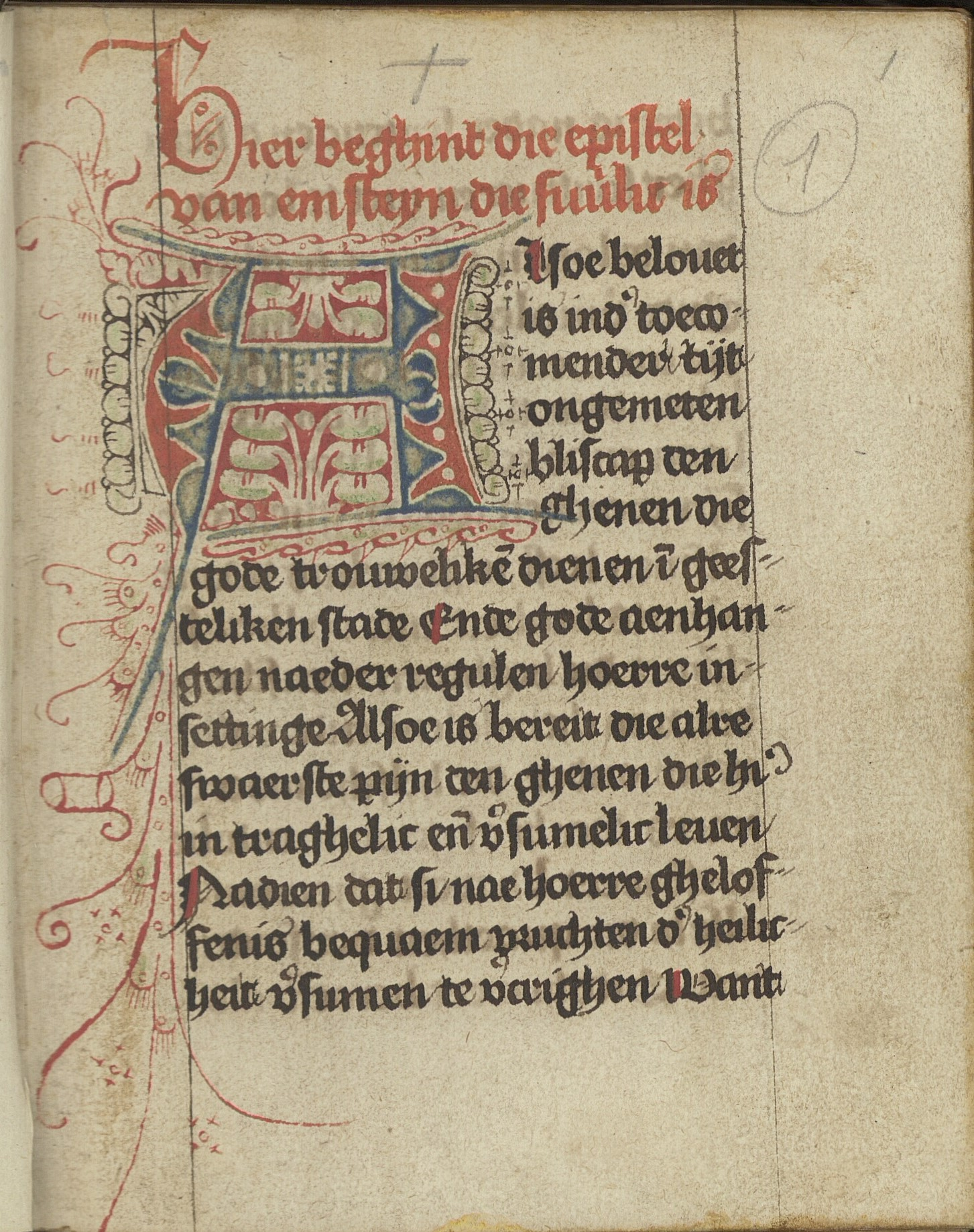
Fragment uit een manuscript met devote traktaten van Jan Vos van Heusden en Jan van Schoonhoven. Gemaakt in de Nederlanden, 1ste helft van de 16de eeuw.

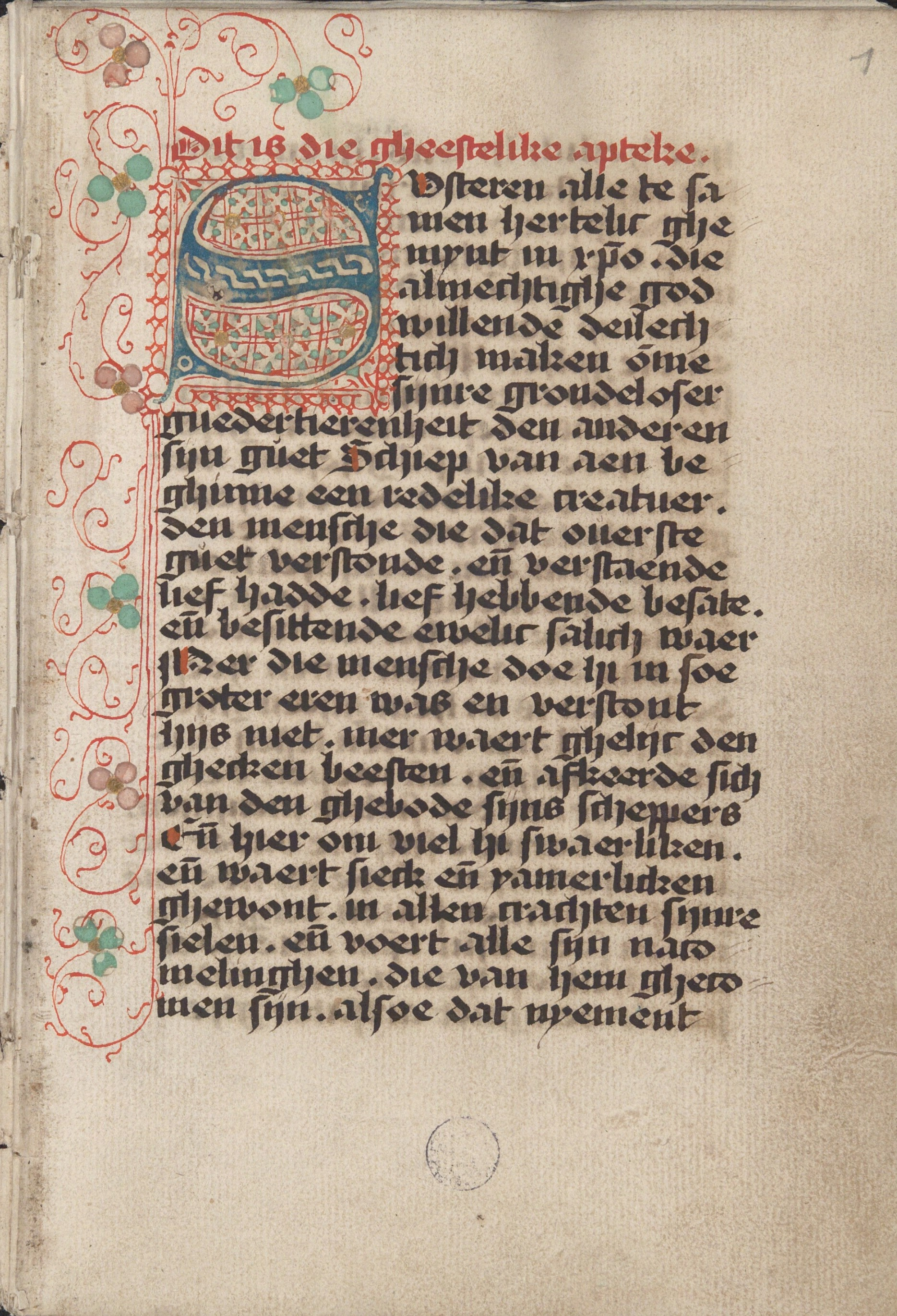
Fragment uit het handschrift "Devote tractaten in het Middelnederlands" met teksten van Jan Brugman en Bernardus van Clairvaux.

Na een lange Latijnse traditie komen er uiteindelijk ook Middelnederlandse devote traktaten. Devote traktaten zijn religieuze geschriften die vooral gebruikt werden om het geloof te versterken en vaak ook te individualiseren. Tot dat laatste droeg de vertaling naar de volkstaal zeker toe bij. Onder devote teksten zijn naast de eigenlijke traktaten ook gebeden, overwegingen, etc., maar veel daarvan is naar herkomst en onderlinge samenhang nog onbestudeerd. Verscheidene devote traktaten zijn samengebundeld in handschriften. Zo is er een manuscript dat de devote epistel van Eemstein van Jan van Schoonhoven en een Middelnederlandse vertaling van een Latijnse tekst door Jan Vos van Heusden verbindt met elkaar. Nog andere devote traktaten vindt men gebundeld in andere manuscripten. Zo vindt men in een van de Gentse handschriften typische traktaten zoals Commentaar op het Onze Vader, De 10 regels van liefde (citaten van Christelijke en antieke auteurs), en Traktaat op de mis.
Een ander manuscript bundelt de sermoenen en andere religieuze teksten van o.a. Jan Brugman en Bernardus van Clairvaux. Het handschrift is afkomstig uit het Sint-Agnesklooster te Maaseik en werd voltooid in 1476. Het manuscript is interessant omdat het collatiën van Jan Brugman en een sermoen van Bernardus van Clairvaux bevat. Daarnaast bevat het ook nog de teksten: De gheestelike apteke en de Spiegel der Susteren.

## Sermoenen in het Middelnederlands
Een sermoen is een op schrift gestelde redevoering met een religieus stichtende, vermanende of moraliserende inhoud. Het is de literaire weergave van de prediking. In de middeleeuwse stichtelijke literatuur nam de preek of het sermoen een belangrijke plaats in, met name de volkspreek voor de simpele ziel, de zogenaamde ‘sermo humilis’. Het sermoen heeft een thematisch karakter, dat vaak wordt opgehangen aan een Bijbelvers of een deel daarvan.
De sermoenen werden na verloop van tijd ook naar het Middelnederlands vertaald. Interessante sermoenen vinden we terug in een manuscript dat bewaard ligt in de Universiteitsbibliotheek Gent. Het handschrift bevat sermoenen voor het kerkelijk jaar, met evangeliepreken voor alle zon- en feestdagen van het jaar. Het manuscript werd samengesteld in de Zuidelijke Nederlanden, ca. 1465.